# Marockos litteratur
Marockos litteratur skrivs framför allt på arabiska och franska.

## Den moderna litteraturens historia
I Marocko är, precis som i de två andra Maghreb-länderna Algeriet och Tunisien, den moderna litteraturen starkt präglad av det franska inflytandet från kolonialtiden. Men även områdets historiska bakgrund i utkanten av det arabisk-muslimska riket, utlöparna till Andalusien och det starka inslaget av berbisk kultur ger regionen många gemensamma drag.
Trots statliga arabiseringskampanjer föredrar många moderna skönlitterära marockanska författare att skriva på franska snarare än arabiska, bland annat för att kunna publicera sig i Frankrike och komma undan den politiska censuren i hemlandet. Marockanska författare upplever också att den arabiskspråkiga litteraturen hämmas av arabisk-muslimsk kulturkonservatism, medan den franskspråkiga litteraturen har kunnat utvecklas friare, både ifråga om ideologi och formspråk. Marockanska arabiskspråkiga författare står annars i nära kontakt med författare i den övriga arabiska världen.

## Franskspråkig litteratur

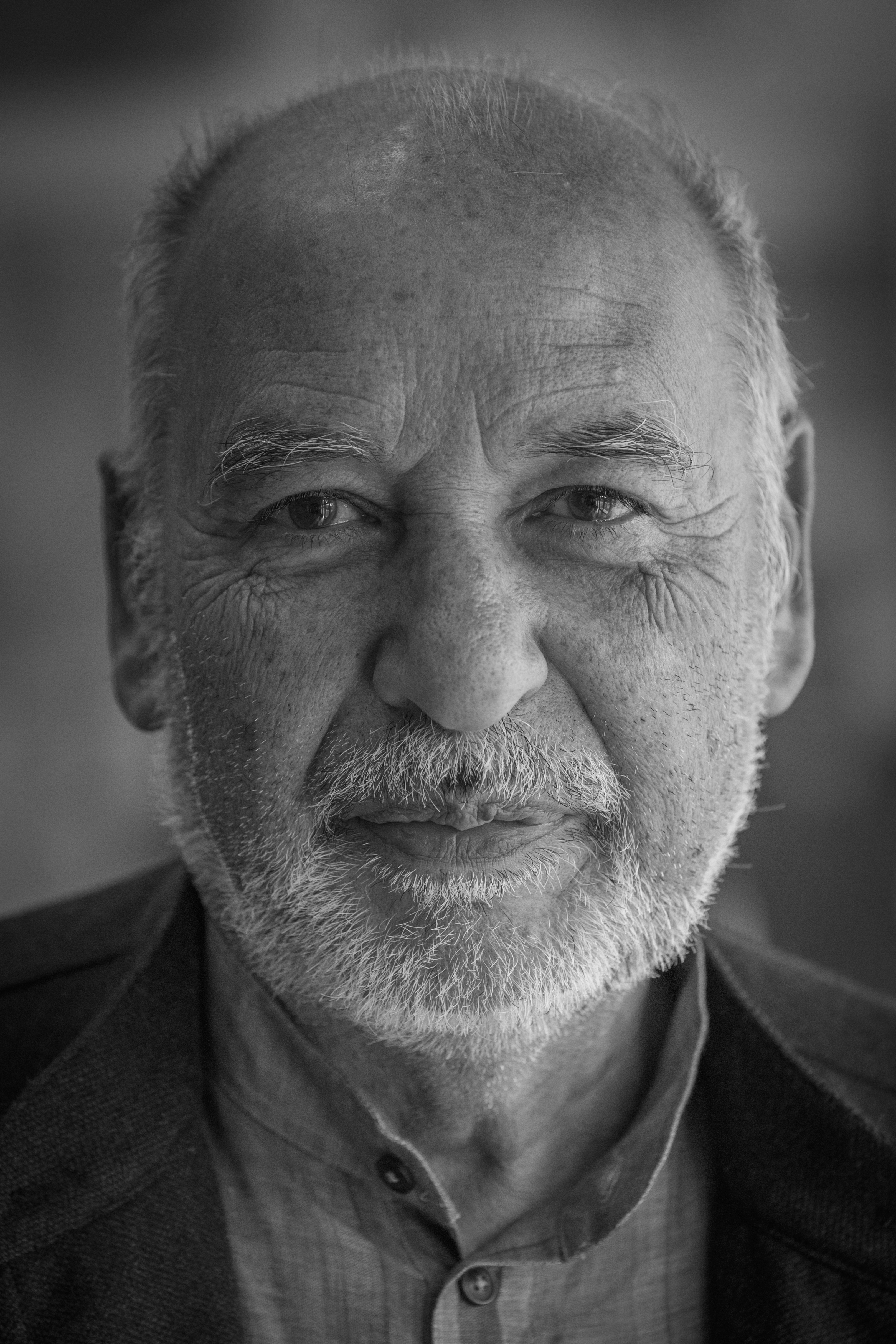
Tahar Ben Jelloun.

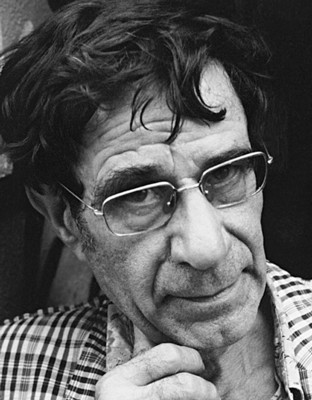
Driss Chraïbi.

Före andra världskriget gavs det praktiskt taget inte ut någon marockansk litteratur på franska, men precis som i Algeriet och Tunisien ägde en kulturell förnyelse rum under tiden efter 1950. De mest centrala gestalterna bland den första generationens franskspråkiga författare var Ahmed Sefrioui (1915–2004), som skrev romaner och berättelser, och Mohammed Aziu Lahabi (1932–1993). Den senare utvecklade en muslimsk personalistisk filosofi och skrev romaner och lyrik på både franska och arabiska. Tidskriften Souffles från 1966 samlade en rad begåvade författare, bland andra lyrikern Mostafa Nissaboury (f. 1943), den upproriske romanförfattaren Mohammed Khaïr-Eddine (1941–1995) och redaktören, Abdellatif Laâbi (f. 1942). Den spelade en mycket viktig roll både litterärt och politiskt i alla Maghreb-länderna tills den förbjöds 1972.
Edmond Amran El Maleh (1917–2010), som har både berbersk och judisk bakgrund, debuterade som författare vid 63 års ålder. Han gav ut ett flertal romaner samt noveller och essäer, och räknades som en ledargestalt i marockansk litteratur i början av 2000-talet. Av andra framträdande franskspråkiga författare kan nämnas Driss Chraïbi (f. 1926), Abdelkébir Khatibi (f. 1938) och Tahar Ben Jelloun (f. 1944). Den senare skriver både lyrik och prosa, och är även känd som kulturkritiker i den franska tidningen Le Monde. Från 1980- och 1990-talen kan dessutom romanförfattare som Abdelhak Serhane (f. 1950) och Leïla Houari (f. 1958) nämnas. På senare år har även Abdellah Taïa (f. 1973), som är den första öppet homosexuella arabiska författaren, gjort sig ett namn.

## Arabiskspråkig litteratur
Bland arabiskspråkiga författare bör nämnas Muhammad Shukri (f. 1935), Mohammed Barrada (f. 1938), Muhammad Zafzaf (f. 1942), kanske den mest produktiva och framstående arabiskspråkiga författaren i dagens Marocko, Izz al-Din al-Tazi (f. 1948), Leila Abouzeid (f. 1950) och Mustafa al-Misnawi (f. 1953).